# Individuendominanz
Die Individuendominanz (DN) ist eine ökologische Größe, die den Dominanzgrad einer einzelnen Art innerhalb einer Lebensgemeinschaft (Biozönose) bezogen auf die Gesamtindividuenzahl aller ihrer Arten darstellt. Sie ist damit ein Maß für die prozentuale Häufigkeit einer einzelnen Art innerhalb ihrer Lebensgemeinschaft.
Innerhalb der Ökologie werden Lebensgemeinschaften häufig aufgrund ihrer dominanten Arten beschrieben und voneinander abgegrenzt.

## Berechnung
Ermittelt wird die Individuendominanz als 
{\displaystyle D_{\text{N}}={\frac {N_{\text{A}}}{N_{\text{S}}}}*100}, 
wobei {\displaystyle D_{\text{N}}} die Individuendominanz, {\displaystyle N_{\text{A}}} Die Anzahl der Individuen der untersuchten Art A und {\displaystyle N_{\text{S}}} die Summe der Individuen aller Arten bezeichnet.
NA